# Michael O’Moore Creagh
Michael O’Moore Creagh (ur. 16 maja 1892 w Cahirbane, zm. 14 grudnia 1970 w Londynie) – brytyjski wojskowy pochodzenia irlandzkiego, generał, żołnierz obu wojen światowych. Dowodził 7 Dywizją Pancerną (Szczurami Pustyni), w latach 1939–1941.

## Życiorys

### Wczesne lata i kariera wojskowa
Urodził się 16 maja 1892 roku w irlandzkim Cahirbane w hrabstwie Clare jako syn Garretta O’Moore’a Creagha, oficera Brytyjskiej Armii Indyjskiej i kawalera Krzyża Wiktorii oraz jego drugiej żony Elizabeth z domu Reade. Kształcił się w Wellington College, wstąpił do Royal Military College w Sandhurst, a następnie został oddelegowany do 7 Pułku Queen’s Own Hussars w 1911 roku. W trakcie I wojny światowej służył jako adiutant dowódcy dywizji Home Forces (1914–1915), jako kapitan sztabowy we Francji (1917–1918) i szef sztabu brygady (1918–1919). Pozostał w wojsku po wojnie, uczęszczając do Staff College w Camberley w latach 1924–1925, po czym dowodził 15/19 Pułkiem The King’s Royal Hussars od 1934 do 1938 roku.

### II wojna światowa
4 grudnia 1939 roku, trzy miesiące po wybuchu II wojny światowej, przejął dowództwo nad Dywizją Mobilną stacjonującą na granicy libijsko-egipskiej, zastępując jej pierwszego dowódcę, gen. Percy’ego Hobarta, odwołanego przez gen. Archibalda Wavella. W lutym 1940 roku formacja została przemianowana na 7 Dywizję Pancerną, a Creagh stał na jej czele najdłużej ze wszystkich dowódców tej dywizji.

#### Sidi Barrani
Poprowadził 7 Dywizję Pancerną przez czas jej pierwszych triumfów przeciwko Włochom po ich przystąpieniu do wojny 10 czerwca 1940 roku Siły włoskie pod dowództwem gen. Mario Bertiego najechały Egipt i zbliżyły się o 97 km do Sidi Barrani, gdzie zostały zatrzymane. To właśnie tam 7 Dywizja Pancerna stoczyła pierwszą poważną bitwę, kontratakując w ramach operacji Compass 8 grudnia wraz z indyjską 4 Dywizją Piechoty w ramach Sił Pustyni Zachodniej. W rezultacie Włosi zostali szybko wypędzeni z powrotem do Cyrenajki, wschodniej prowincji Libii.

#### Bardija i Tobruk
Mały port w Bardiji został zdobyty przez oddziały brytyjskie, australijskie i indyjskie Sił Pustyni Zachodniej pod dowództwem gen. Richarda O’Connora, a wraz z nadejściem nowego roku 1941 padł Tobruk, gdy Włosi wycofali się wzdłuż Via Balbia, utwardzonej drogi nadmorskiej prowadzącej z powrotem do Bengazi i Trypolisu. To było górne ramię przyszłego natarcia aliantów, dolne natomiast zostało uformowane przez szorstką, porośniętą skałami pustynię, mało obiecujący teren dla pancernych i zmechanizowanych jednostek wojskowych, takich jak 7 Dywizja Pancerna.

#### Beda Fomm
Dywizja O’Moore’a Creagha miała poruszać się przez Mechili, Msus i Antelat (dolne ramię), podczas gdy australijska 6 Dywizja Piechoty ścigała wycofującą się włoską 10 Armię wzdłuż drogi nadbrzeżnej wokół gór Jebel Akhdar na północy. Teren był trudny dla czołgów, lecz Creagh podjął śmiałą decyzję o wysłaniu lotnej kolumny – Combe Force – na południowy zachód przez praktycznie nieprzebytą Pustynię Libijską. Combe Force, dowodzona i nazwana od nazwiska ppłk. Johna Combe’a z składała się z 11 Pułku Huzarów, szwadronu Królewskich Dragonów Gwardii, 2. batalionu Brygady Strzeleckiej, szwadronu samochodów pancernych, dział przeciwpancernych z 3 Pułku Królewskiej Artylerii Konnej i baterii C 4 Pułku Królewskiej Artylerii Konnej. Jednostka liczyła około 2 tys. żołnierzy. 5 lutego Combe Force udało się odciąć Włochów w Sidi Saleh i Beda Fomm. Te niewielkie siły przytrzymały Włochów wystarczająco długo, aby dać czas na dołączenie do nich pojazdów pancernych 4 Brygady 6 lutego. Większość 10 Armii poddała się następnego dnia w wyniku udanej blokady ich jedynej drogi odwrotu.

#### Schyłek kariery
W marcu 1941 roku został Rycerzem Komandorem Orderu Imperium Brytyjskiego i dwukrotnie w tym roku był wymieniany w dyspozycjach. 3 września 1941 roku został zwolniony ze stanowiska dowódcy 7 Dywizji Pancernej przez gen. Williama Gotta po kosztownej porażce operacji Battleaxe. O’Moore Creagh dowodził później 3 Grupą Zmechanizowaną w 1941 roku oraz obroną dystryktu Hampshire i Dorset w 1942 roku, zanim przeszedł na emeryturę w 1944 roku.

### Po wojnie
Na emeryturze pracował dla United Nations Relief and Rehabilitation Administration. Zmarł 14 grudnia 1970 roku w Londynie.